# Phare d'Íos
Le phare d'Íos, également connu sous le nom de phare de l'île d'Íos est situé au cap Fanari, à l'ouest de l'île Ios en Grèce. Il est achevé en 1892.

## Caractéristiques
Le phare est une tour carrée au-dessus de la maison du gardien, sans lanterne. Il s'élève à 33 mètres au-dessus de la mer Égée. Ce phare est inactif. La lumière est déportée sur une structure métallique devant le phare.

## Codes internationaux
- ARLHS[2] : (inactif)
- NGA : 15944
- Admiralty[3] : E4262

## Source
(en) [PDF] List of lights radio aids and fog signals - 2011 - The west coasts of Europe and Africa, the mediterranean sea, black sea an Azovskoye more (sea of Azov) (la liste des phares de l'Europe, selon la National Geospatial - Intelligence Agency)- Version 2011 - National Geospatial - Intelligence Agency - p. 276